# 코리도라스속
코리도라스속 메기는 안데스 산맥 동쪽부터 대서양 해안까지, 트리니다드에서 리오 라 플라타 수계까지 남아메리카 대륙 담수에 널리 분포하는 갑옷메기상과에 속하는 메기류이다. 코리라고도 불린다. 국내외 동호회나 수족관 등에서는 코리도라스아과(Corydoradinae)에 속하는 또 다른 속인 스클레로미스텍스,브로키스,아스피도라스등을 포함하여 칭하는 경우가 많다.

## 분류학
코리도라스라는 이름은 그리스어 코리(투구,Kory) 와 도라스(피부,doras) 가 합쳐져 만들어졌다. 코리도라스 속은 신열대구 에 사는 가장 큰 속이며, 160종이 넘는 종이 속해있고 지속적으로 신종이 발견되고있다. 또한, 변종이나 개량종등도 많이 있다. 많은종의 코리도라스속 관상어들이 아직 종명을 받지 못하였으나 아름다운 외모로 여러 나라의 관상어 시장에서 유통되고 있다.종명을 받지 못하였지만 이미 시중에 유통되고있는 코리도라스들은 명칭의 혼란을 방지하기 위하여 플레코스토머스의 L-넘버와 같이 C-넘버 혹은 CW-넘버를 받는다. 코리도라스 바바투스, 메크롭테루스, 프리오노토스 들은 코리도라스 속에서 스클레로미스텍스속으로 바뀌었다. 브로키스속은 코리도라스속과 비교했을 때 등지느러미의 살 수가 더 많기 때문에 다른 속으로 분리되었다.

## 생태
코리도라스들은 유속이 매우 느리고 물이 맑고 앝은, 큰 강 주변의 작은 하천에서 서식한다. 이들이 주로 발견되는 하천 가장자리에서는 식물이 무성하게 자란다. 대부분의 코리도라스 종들은 모래나 자갈 또는 낙엽이 깔린 하천 바닥에서 먹이를 찿는다. 일반적으로 중성에 가까운 ph를 선호한다. 코리도라스들은 약간의 소금기 있는 물을 견딜 수 있지만(일부 종들은 아예 견디지 못함), 조수의 영향을 받는 곳에서는 생활할 수 없다. 대부분의 코리도라스들은 무리 짓는 것을 선호하고 많은 종들은 한 종의 수백 개체가 모여 생활한다. 때때로 일부 무리는 여러 종들이 섞여 생활하기도 한다. 대부분의 메기는 야행성인데 비해, 코리도라스는 주행성이다. 또한, 코리도라스는 장호흡을 할 수 있다.
주로 수서곤충과 그 유충, 다양한 지렁이, 약간의 식물성 먹이를 먹는다. 많은 메기 종류와 비슷하게 수염으로 먹이를 찾은 후, 입으로 빨아들여 섭취한다. 일부 Brachyrhamdia속 메기와 일부 테트라와 오토싱크루스는 코리도라스를 의태하여 무리에 섞여 살아가기도 한다.

## 번식
코리도라스는 T-포지션이라는 매우 독특한 번식 방법을 가지고 있다. 번식 시에는 수컷이 자신의 총배설강을 암컷에게 노출시키면, 암컷은 입으로 총배설강을 자극해, 정자를 흡입한다. 이때 암수가 붙어 있는 모습이 알파벳 T 와 비슷해 T포지션이라는 이름이 붙여졌다. 정자는 재빠르게 암컷의 내장기관을 거쳐, 암컷이 미리 산란해, 배지느러미로 붙잡고 있는 알들로 이동해 수정이 이루어진다. 이후, 암컷은 알을 붙일 안전한 장소로 이동해 알을 붙인다. 이후 암컷은 여러 수컷들에게도 같은 행동을 반복한다. 알은 접착성이 있어, 그 위치에 붙어 있을 수 있다.

## 하위 종

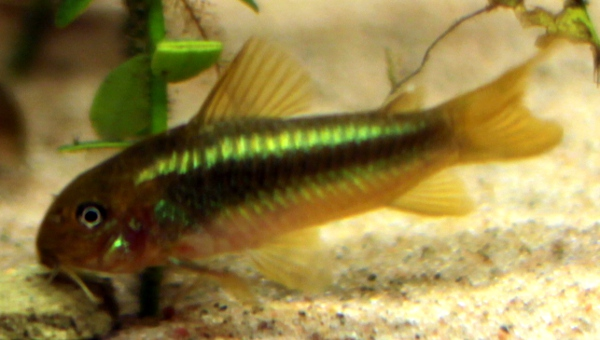
아에네우스 그린 스트라이프

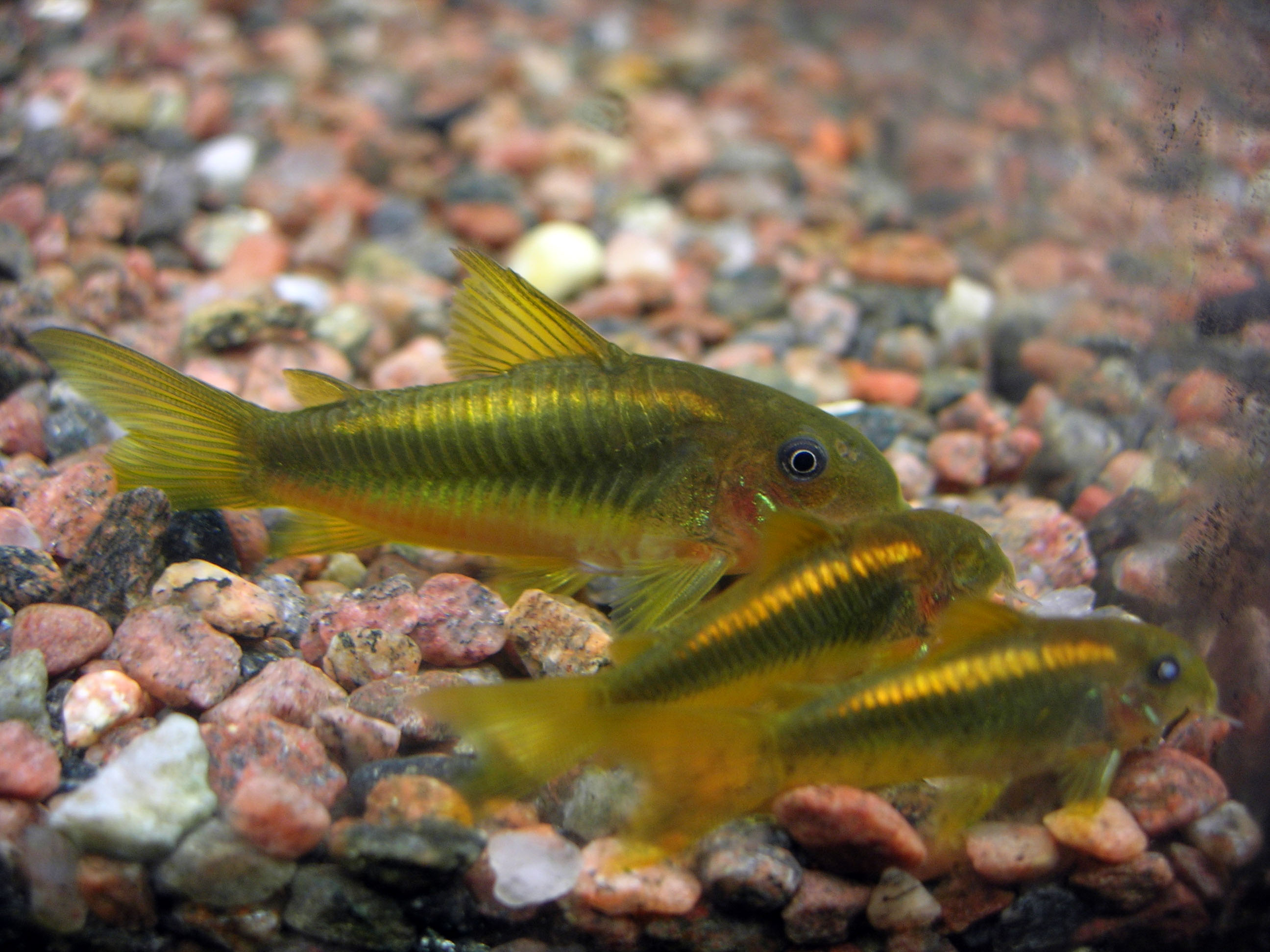
골든 스트라이프

- 코리도라스 가르베이 (Corydoras garbei)
- 코리도라스 게리 (Corydoras geryi)
- 코리도라스 고세이 (Corydoras gossei)
- 코리도라스 과포레 (Corydoras guapore)
- 코리도라스 구이아넨시스 (Corydoras guianensis)
- 코리도라스 그라키리스 (Corydoras gracilis)
- 코리도라스 그리세우스 (Corydoras griseus)

- 코리도라스 나르키수스 (Corydoras narcissus)
- 코리도라스 나테레리 (Corydoras nattereri)
- 코리도라스 나포엔시스 (Corydoras napoensis)
- 코리도라스 니세니 (Corydoras nijsseni)

- 코리도라스 델팍스 (Corydoras delphax)
- 코리도라스 듀프리카레우스 (Corydoras duplicareus)

- 코리도라스 라바우티 (Corydoras rabauti)
- 코리도라스 레오파르두스 (Corydoras leopardus)
- 코리도라스 레우코메라스 (Corydoras leucomelas)
- 코리도라스 레이놀드시 (Corydoras reynoldsi)
- 코리도라스 레티큘라투스 (Corydoras reticulatus)
- 코리도라스 로레토엔시스 (Corydoras loretoensis)
- 코리도라스 로버스투스 (Corydoras robustus)
- 코리도라스 로비니아에 (Corydoras robineae)
- 코리도라스 로소조누스 (Corydoras loxozonus)

- 코리도라스 마모레 (Corydoras mamore)
- 코리도라스 마쿠리페르 (Corydoras maculifer)
- 코리도라스 메타에 (Corydoras metae) - 마스크 코리도라스
- 코리도라스 멜리니 (Corydoras melini) - 밴디트 코리도라스

- 코리도라스 바데리 (Corydoras baderi)
- 코리도라스 버지니아에 (Corydoras virginiae)
- 코리도라스 보에세마니 (Corydoras boesemani)
- 코리도라스 본디 (Corydoras bondi)
- 코리도라스 브레이 (Corydoras breei)
- 코리도라스 브로키 (Corydoras blochi)
- 코리도라스 비타투스 (Corydoras vittatus)

- 코리도라스 사라레엔시스 (Corydoras sarareensis)
- 코리도라스 산체시 (Corydoras sanchesi)
- 코리도라스 세라투스 (Corydoras serratus)
- 코리도라스 세미아퀼러스 (Corydoras semiaquirus)
- 코리도라스 세우시 (Corydoras seussi)
- 코리도라스 셉텐트리오나리스 (Corydoras septentrionalis)
- 코리도라스 소다리스 (Corydoras sodalis)
- 코리도라스 소록스 (Corydoras solox)
- 코리도라스 슈왈츠 (Corydoras schwartzi)
- 코리도라스 스터바이 (Corydoras sterbai)
- 코리도라스 스펙타빌리스 (Corydoras spectabilis)
- 코리도라스 시무라투스 (Corydoras simulatus)
- 코리도라스 시밀리스(Corydoras similis)
- 코리도라스 시크리 (Corydoras sychri)
- 코리도라스 시파리위니 (Corydoras sipaliwini)
- 코리도라스 싱구엔시스 (Corydoras xinguensis)

- 코리도라스 아가시지 (Corydoras agassizii)
- 코리도라스 아돌포이 (Corydoras adolfoi)
- 코리도라스 아라과이아엔시스 (Corydoras araguaiaensis)
- 코리도라스 아레이오 (Corydoras areio)
- 코리도라스 아마투스 (Corydoras armatus)
- 코리도라스 아마파엔시스 (Corydoras amapaensis)
- 코리도라스 아에네우스 (Corydoras aeneus) - 브론즈 코리도라스
- 코리도라스 아쿠아투스 (Corydoras arcuatus) - 스컹크 코리도라스
- 코리도라스 아쿠터스 (Corydoras acutus)
- 코리도라스 아트로페르소나투스 (Corydoras atropersonatus)-요정 코리도라스
- 코리도라스 에베리나에 (Corydoras evelynae)
- 코리도라스 엑셀로디 (Corydoras axelrodi)
- 코리도라스 엘레강스 (Corydoras elegans)
- 코리도라스 오르나투스 (Corydoras ornatus)
- 코리도라스 오르프놉테루스 (Corydoras orphnopterus)
- 코리도라스 오우라스티그마 (Corydoras ourastigma)
- 코리도라스 오이아포쿠엔시스 (Corydoras oiapoquensis)
- 코리도라스 바이쯔마니 (Corydoras weitzmani)
- 코리도라스 운두라투스 (Corydoras undulatus)
- 코리도라스 인콜리카나 (Corydoras incolicana)

- 코리도라스 쥴리 (Corydoras julii)
- 코리도라스 지가투스 (Corydoras zygatus)

- 코리도라스 카우디마큘라투스 (Corydoras caudimaculatus)
- 코리도라스 컨컬러 (Corydoras concolor)
- 코리도라스 케르비누스 (Corydoras cervinus)
- 코리도라스 코르테시 (Corydoras cortesi)
- 코리도라스 코페이 (Corydoras copei)
- 코리도라스 콘디스키푸루스 (Corydoras condiscipulus)

- 코리도라스 투카노 (Corydoras tucano)
- 코리도라스 트릴리네아투스 (Corydoras trilineatus)
- 코리도라스 트레이트리 (Corydoras treitlii)

- 코리도라스 판타날엔시스 (Corydoras pantanalensis)
- 코리도라스 팔레아투스 (Corydoras paleatus) - 페퍼드 코리도라스
- 코리도라스 팬더 (Corydoras panda)
- 코리도라스 펄쳐 (Corydoras pulcher)
- 코리도라스 포리스틱투스 (Corydoras polystictus)
- 코리도라스 포우레리 (Corydoras fowleri)
- 코리도라스 포타로엔시스 (Corydoras potaroensis)
- 코리도라스 피그메우스 (Corydoras pigmaeus)
- 코리도라스 핀헤이로이 (Corydoras pinheiroi)
- 코리도라스 필라멘토수스 (Corydoras filamentosus)

- 코리도라스 하랄드슈르츠 (Corydoras haraldscultzi)
- 코리도라스 하브로수스 (Corydoras habrosus)
- 코리도라스 하스타투스 (Corydoras hastatus)
- 코리도라스 헤테로모피어스 (Corydoras heteromorphus)

- † en:Corydoras revelatus

## 같이 보기
- 아스피도라스속(Aspidoras)-20종
- 스클레로미스탁스속(Scleromystax)-7종
- 브로키스속(Brochis)-3종